# DINA
DINA (španj. Dirección de Inteligencia Nacional - Uprava nacionalne obavještajne službe) bila je čileanska tajna policija u razdoblju od 1973. do 1977. godine.

## Povijest
DINA je osnovana odmah nakon vojnog puča, u studenom 1973. godine kao dio čileanske vojske. Načelnik tajne policije je bio Manuel Contreras, a njegov zamjenik je bio Raúl Iturriaga. Služba se odvaja od vojske i postaje samostalna u lipnju 1974. DINA je postojala pod tim nazivom do 1977. godine kada mijenja ime u "Nacionalni Istražni Biro" (CNI - Central Nacional de Informaciones'), pod okriljem uredbe #521.

## Djelovanje
Kako bi uništio socijalstičku prošlost Čilea, Augusto Pinochet osniva tajnu policiju. Tajna policija se ubrzo uvlači u sve pore čileanskog društva, s glavnim zadatkom uhićenja svih Allendeovih suradnika i protivnika nove vlasti.

## Poveznice
- Operacija Kondor
- Salvador Allende
- Augusto Pinochet